# 白市驿镇
白市驿镇，是中华人民共和国重庆市九龙坡区下辖的一个乡镇级行政单位。

## 行政区划
白市驿镇下辖以下地区：
第一社区、第二社区、太慈村、牟家村、新店村、海龙村、九里村、三多桥村、真武村、高峰寺村、高田坎村、大河村和清河村。